# Andrej Martin
Andrej Martin (Bratislava, 20 september 1989) is een Slowaakse tennisspeler. 

## Carrière
Hij heeft nog geen ATP-toernooi gewonnen. Hij was eenmaal verliezend finalist in het enkelspel. Wel deed hij al mee aan een grandslamtoernooi. Hij heeft twaalf challengers in het enkelspel en veertien challengers in het dubbelspel op zijn naam staan.
In 2022 werd hij voorlopig geschorst voor een mogelijke positieve dopingtest op SARM S-22 wat een spierversterkende stof is. De positieve test zou komen van een challengertoernooi in Bratislava in de zomer van 2021. Hij kreeg een schorsing van 14 maanden nadat hij kon aantonen dat er geen kwaad opzet was bij het innemen van de verboden stof.

## Palmares

### Enkelspel
| Nr.                  | Datum           | Toernooi                 | Ondergrond | Tegenstander in finale   | Score            | Details |
| -------------------- | --------------- | ------------------------ | ---------- | ------------------------ | ---------------- | ------- |
| Verloren finales     |                 |                          |            |                          |                  |         |
| 1.                   | 24 juli 2016    | ATP Umag                 | Gravel     | Fabio Fognini            | 4-6, 1-6         | Details |
| Gewonnen challengers |                 |                          |            |                          |                  |         |
| 1.                   | 9 augustus 2010 | Samarkand                | Gravel     | Marek Semjan             | 6-4, 7-5         |         |
| 2.                   | 15 april 2013   | Mexico-Stad              | Hardcourt  | Adrian Mannarino         | 4-6, 6-4, 6-1    |         |
| 3.                   | 8 juli 2013     | San Benedetto del Tronto | Gravel     | João Sousa               | 6-4, 6-3         |         |
| 4.                   | 3 augustus 2014 | Liberec                  | Gravel     | Horacio Zeballos         | 1-6, 6-1, 6-4    |         |
| 5.                   | 5 juli 2015     | Padua                    | Gravel     | Albert Montañés          | 0-6, 6-4, 7-6(6) |         |
| 6.                   | 2 augustus 2015 | Biella                   | Gravel     | Nicolás Kicker           | 6-4, 6-2         |         |
| 7.                   | 16 april 2017   | San Luis Potosí          | Gravel     | Adrián Menéndez Maceiras | 7-5, 6-4         |         |
| 8.                   | 30 juli 2017    | Praag                    | Gravel     | Yannick Maden            | 7-63, 6-3        |         |
| 9.                   | 5 mei 2018      | Liberec                  | Gravel     | Pedro Sousa              | 6-1, 6-2         |         |
| 10.                  | 28 april 2019   | Nanchang                 | Gravel (I) | Jordan Thompson          | 6-4, 1-6, 6-3    |         |
| 11.                  | 12 mei 2019     | Şımkent                  | Gravel     | Dmitry Popko             | 5-7, 6-4, 6-4    |         |
| 12.                  | 16 juni 2019    | Şımkent                  | Gravel     | Stefano Travaglia        | 6-4, 6-4         |         |

### Mannendubbelspel
| Nr.                          | Datum             | Toernooi   | Ondergrond    | Partner                  | Tegenstanders in finale                             | Score                |         |
| ---------------------------- | ----------------- | ---------- | ------------- | ------------------------ | --------------------------------------------------- | -------------------- | ------- |
| Verloren finales herendubbel |                   |            |               |                          |                                                     |                      |         |
| 1.                           | 6 februari 2022   | ATP Umag   | Gravel        | Tristan-Samuel Weissborn | Santiago González Andrés Molteni                    | 5–7, 3–6             | Details |
| Gewonnen challengers         |                   |            |               |                          |                                                     |                      |         |
| 1.                           | 4 februari 2013   | Bergamo    | Hardcourt (I) | Karol Beck               | Claudio Grassi Amir Weintraub                       | 6-3, 3-6, [10-8]     |         |
| 2.                           | 23 februari 2014  | Morelos    | Hardcourt     | Gerald Melzer            | Alejandro Moreno Figueroa Miguel Ángel Reyes-Varela | 6-2, 6-4             |         |
| 3.                           | 1 juni 2014       | Vicenza    | Gravel        | Igor Zelenay             | Mateusz Kowalczyk Błażej Koniusz                    | 6-1, 7-5             |         |
| 4.                           | 3 mei 2015        | Ostrava    | Gravel        | Hans Podlipnik Castillo  | Roman Jebavý Jan Šátral                             | 4-6, 7-5, [10-1]     |         |
| 5.                           | 2 augustus 2015   | Biella     | Gravel        | Hans Podlipnik Castillo  | Alexandru-Daniel Carpen Dino Marcan                 | 7-5, 1-6, [10-8]     |         |
| 6.                           | 9 augustus 2015   | Liberec    | Gravel        | Hans Podlipnik Castillo  | Wesley Koolhof Matwé Middelkoop                     | 7-5, 6-7(3), [10-5]  |         |
| 7.                           | 23 augustus 2015  | Cordenons  | Gravel        | Igor Zelenay             | Dino Marcan Antonio Sancic                          | 6-4, 5-7, [10-8]     |         |
| 8.                           | 1 november 2015   | Lima       | Gravel        | Hans Podlipnik Castillo  | Rogério Dutra Silva João Souza                      | 6-3, 6-4             |         |
| 9.                           | 22 november 2015  | Montevideo | Gravel        | Hans Podlipnik Castillo  | Marcelo Demoliner Gastão Elias                      | 6-4, 3-6, [10-6]     |         |
| 10.                          | 24 april 2016     | Turijn     | Gravel        | Hans Podlipnik Castillo  | Rameez Junaid Mateusz Kowalczyk                     | 4-6, 7-6(3), [12-10] |         |
| 11.                          | 4 september 2016  | Como       | Gravel        | Roman Jebavý             | Nils Langer Gerald Melzer                           | 3-6, 6-1, [10-5]     |         |
| 12.                          | 15 oktober 2016   | Casablanca | Gravel        | Roman Jebavý             | Dino Marcan Antonio Šančić                          | 6-4, 6-2             |         |
| 13.                          | 16 september 2018 | Banja Luka | Gravel        | Hans Podlipnik Castillo  | Laurynas Grigelis Alessandro Motti                  | 7-5, 4-6, [10-7]     |         |
| 14.                          | 9 juni 2019       | Almaty     | Gravel        | Hans Podlipnik Castillo  | Goncalo Oliveira Andrei Vasilevski                  | 7-64, 3-6, [10-8]    |         |

## Resultaten grote toernooien
| Legenda | Legenda                          |
| ------- | -------------------------------- |
| g.t.    | geen toernooi gehouden           |
| l.c.    | lagere categorie                 |
| –       | niet deelgenomen                 |
| G       | uitgeschakeld in de groepsfase   |
| 1R      | uitgeschakeld in de eerste ronde |
| 2R      | uitgeschakeld in de tweede ronde |
| 3R      | uitgeschakeld in de derde ronde  |
| 4R      | uitgeschakeld in de vierde ronde |
| KF      | uitgeschakeld in de kwartfinale  |
| HF      | uitgeschakeld in de halve finale |
| F       | de finale verloren               |
| W       | het toernooi gewonnen            |
| w-v     | winst/verlies-balans             |

### Enkelspel
| Grandslamtoernooien  |      |     |      |     |      |      |
| Australian Open      | –    | –   | –    | 1R  | –    | –    |
| Roland Garros        | –    | 3R  | 2R   | 1R  | –    |      |
| Wimbledon            | –    | –   | g.t. | –   | –    |      |
| US Open              | 1R   | –   | 1R   | –   | –    |      |
| ATP Masters 1000     |      |     |      |     |      |      |
| Nog geen deelname    |      |     |      |     |      |      |
| Olympische Spelen    |      |     |      |     |      |      |
| Olympische Spelen    | g.t. | –   | g.t. | –   | g.t. | g.t. |
| Statistieken         |      |     |      |     |      |      |
| Totaal aantal titels | 0    | 0   | 0    | 0   | 0    | 0    |
| Eindejaarsranking    | 128  | 137 | 101  | 116 | 444  |      |

### Dubbelspel
| Grandslamtoernooien  |    |     |      |      |
| Australian Open      | –  | 1R  | –    | –    |
| Roland Garros        | –  | –   | –    |      |
| Wimbledon            | 2R | –   | –    |      |
| US Open              | –  | –   | –    |      |
| ATP Masters 1000     |    |     |      |      |
| Nog geen deelname    |    |     |      |      |
| Olympische Spelen    |    |     |      |      |
| Olympische Spelen    | –  | –   | g.t. | g.t. |
| Statistieken         |    |     |      |      |
| Totaal aantal titels | 0  | 0   | 0    | 0    |
| Eindejaarsranking    | 82 | 220 | 167  |      |